# Gloucester Tree

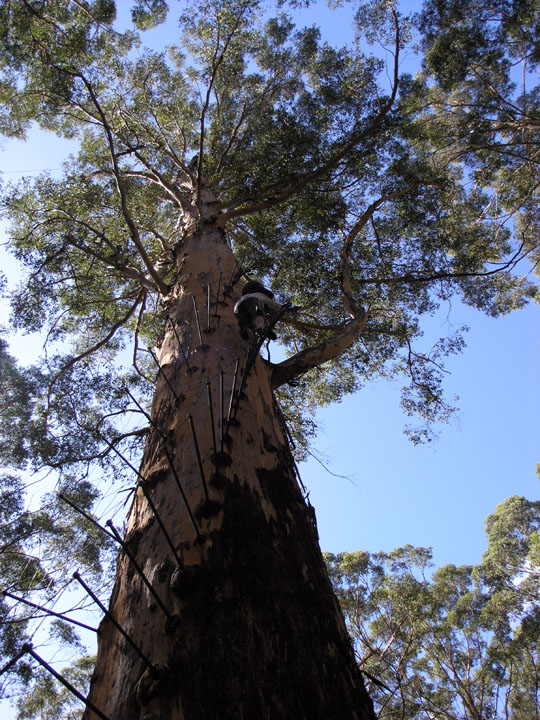
Erklettern des Gloucester Tree

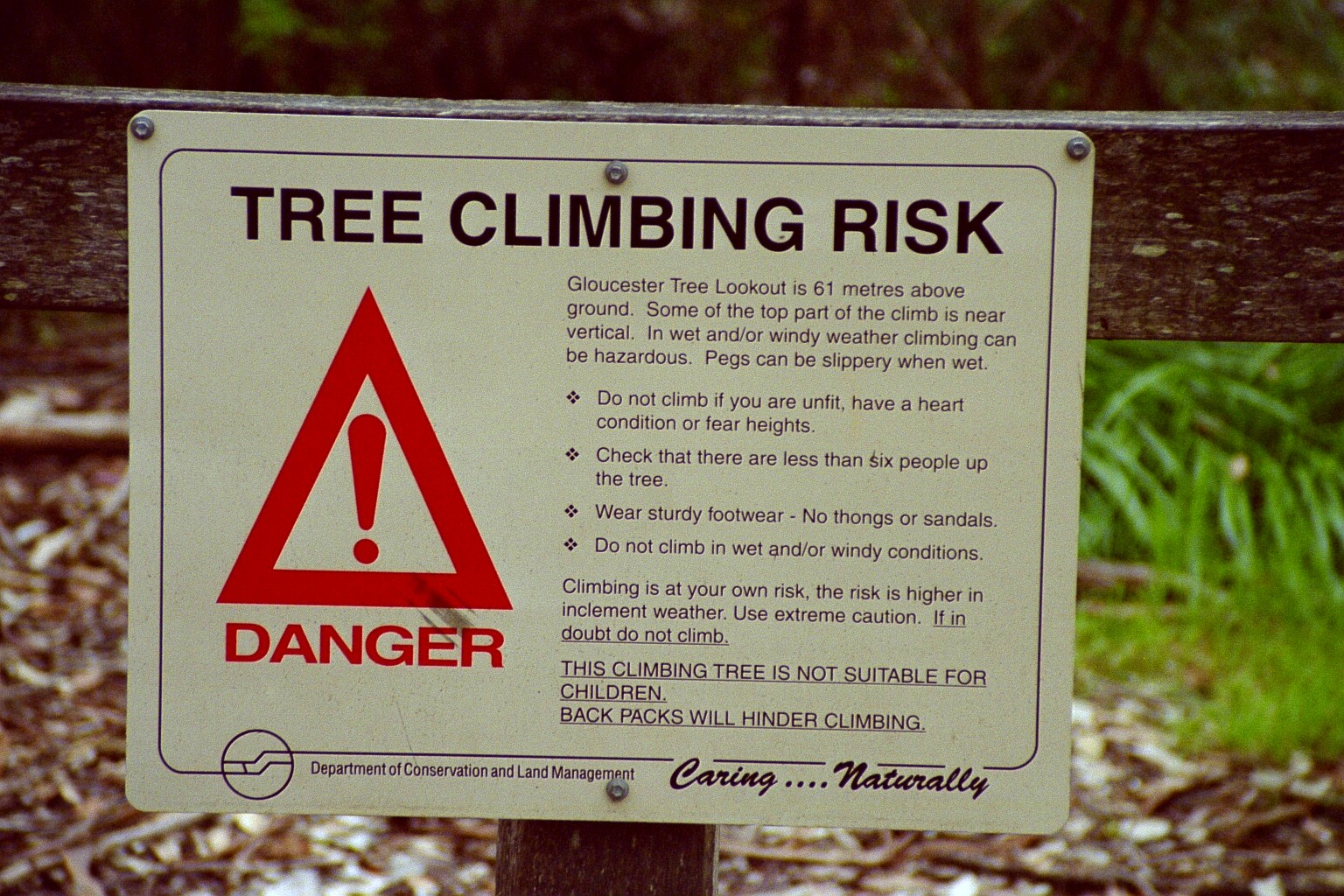
Warnschild am Fuße des Gloucester Tree

Der Gloucester Tree ist ein hoher Karribaum im Gloucester-Nationalpark in Western Australia, 281 Kilometer südlich von Perth in der Nähe von Pemberton.
Mit einer Höhe von 72 Meter ist er der welthöchste Baum zur Brandbeobachtung. Besucher können bis zu einer Plattform auf 61 Meter Höhe in seinen oberen Ästen klettern, um einen spektakulären Ausblick auf den umgebenden Karri-Wald zu bekommen. Er gehört dem Shire Manjimup.